# Луцій Кассій Геміна
Луцій Кассій Геміна (* 200 — † бл. 146 р. до н. е.) — давньоримський історик (анналіст). Один з перших, хто склав історію латиною. Немає майже ніяких даних щодо діяльності та особливостей життя. Лише знаємо, що помер він у консульство Гнея Корнелія Лентула та Луція Муммія Ахаїка. Твір Геміна називався Аннали (за іншими відомостями «Історія»). Він викладав її з стародавньої історії Італії доводячи до свого часу. Починаючи із заснування Риму історія була більш короткою. Твір Геміна складався з 4-х книг. Його роботу датують часом Quarti ludi saeculares — 146 р. до н. е. Вперше про нього згадує Пліній Старший. До нашого часу дійшло 40 фрагментів.